# Vernis mou

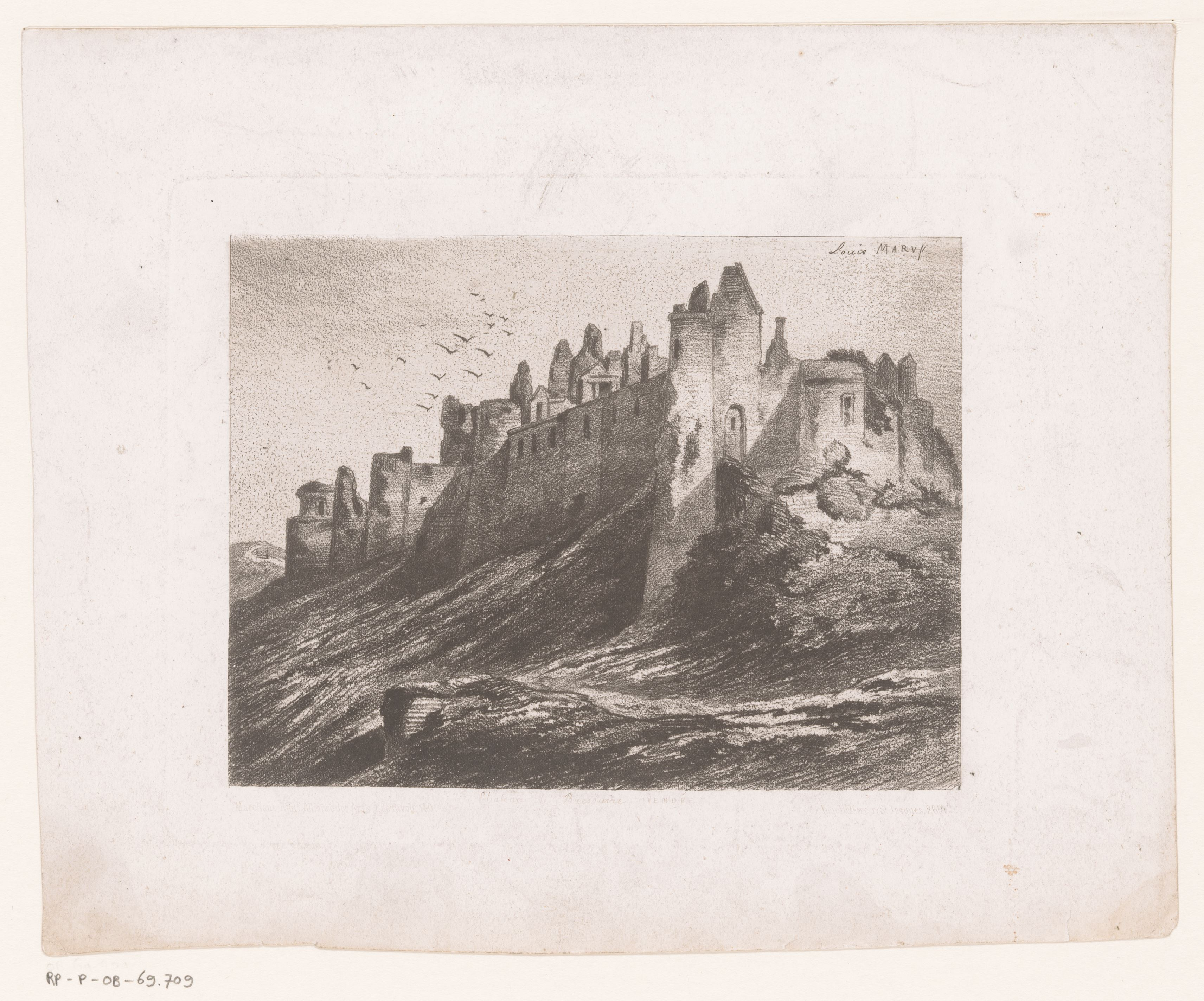
Gezicht op een vervallen kasteel, Louis Marvy. Vernis mou ca. 1850

Vernis mou is een variant van de etstechniek die wordt gebruikt bij het maken van diepdruk gravures. Vernis mou onderscheidt zich van de gewone ets door het gebruik van een zacht afdekvernis, dat meestal gemaakt is van talg of vaseline om aan het tekenpapier te hechten.

## Gravures met zacht vernis
De ontvette metalen plaat wordt door licht kloppen met lak bedekt en daarna lichtjes verhit. De zachte laklaag kan structuren van materialen zoals textiel, kant of planten opnemen of men maakt een tekening op een dun vel papier dat op de plaat ligt.
Wanneer de vernis de plaat bedekt, wordt er een vel dun papier, zoals tissuepapier, op gelegd en wordt op het vel getekend, meestal met een potlood met een harde punt. Afhankelijk van de kwaliteit van het papier en potlood zal op de plaat een ander resultaat worden verkregen: de minste aanraking laat een spoor achter.
De betekende plaat wordt in een zuurbad gelegd waardoor de niet-afgedekte lijnen en vlakken ingebeten worden in de metalen plaat. Het afdrukken verloopt verder hetzelfde als bij een gewone ets.
Het resultaat van deze etstechniek zijn prenten met subtielere nuanceringen, lijkend op potlood- en krijttekeningen.
De lijnen zijn zachter van contour, met een fijne korrel. De techniek levert prenten op sterk lijkend op prenten in 'crayon manier'. 
Deze techniek van 'etsen in een zachte grond' kan puur, of gecombineerd gebruikt worden met andere effecten zoals aquatint, droge naald en plaattoon.

## Afbeeldingen

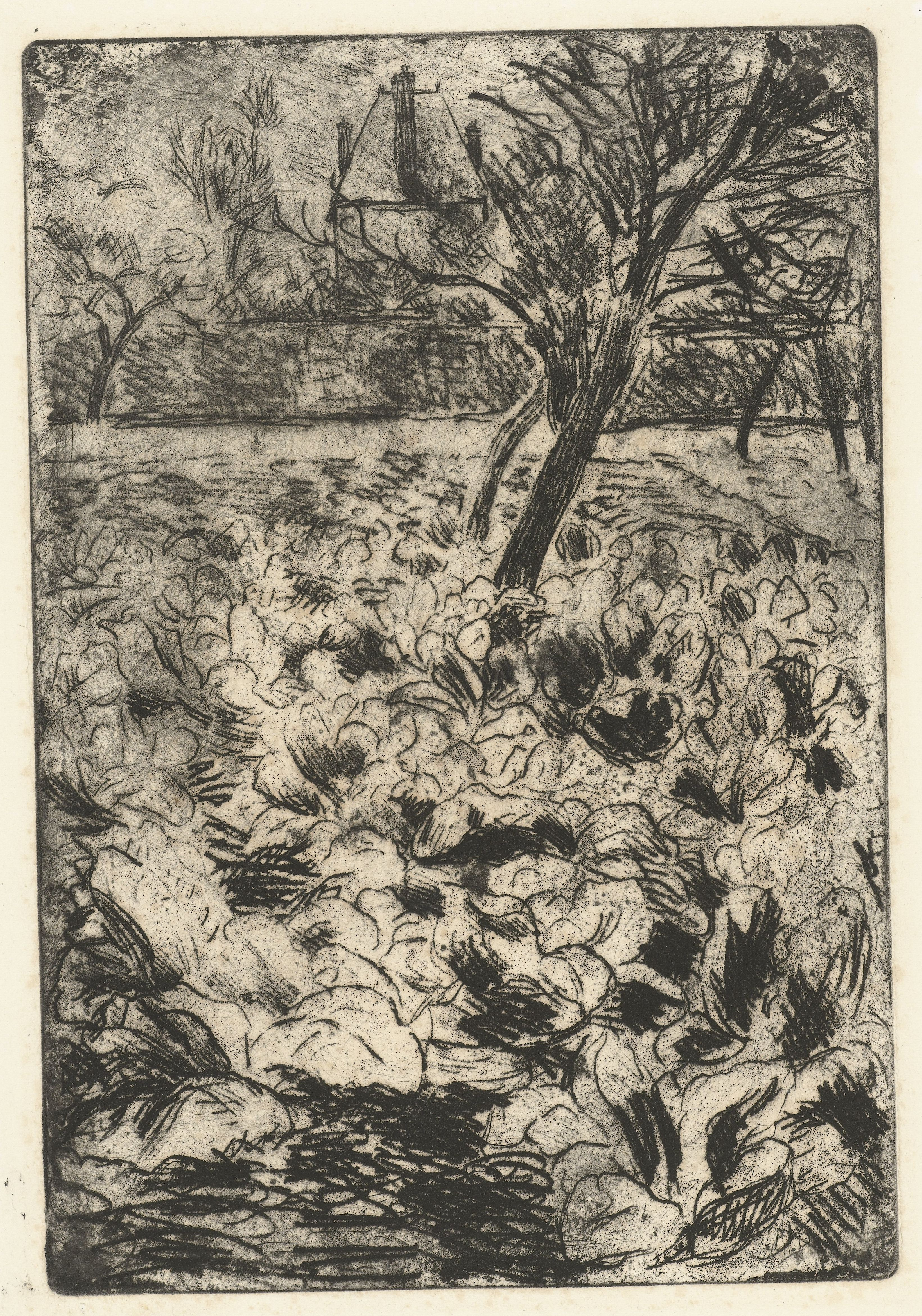
Het knollenveld, Camille Pissarro, ca. 1880
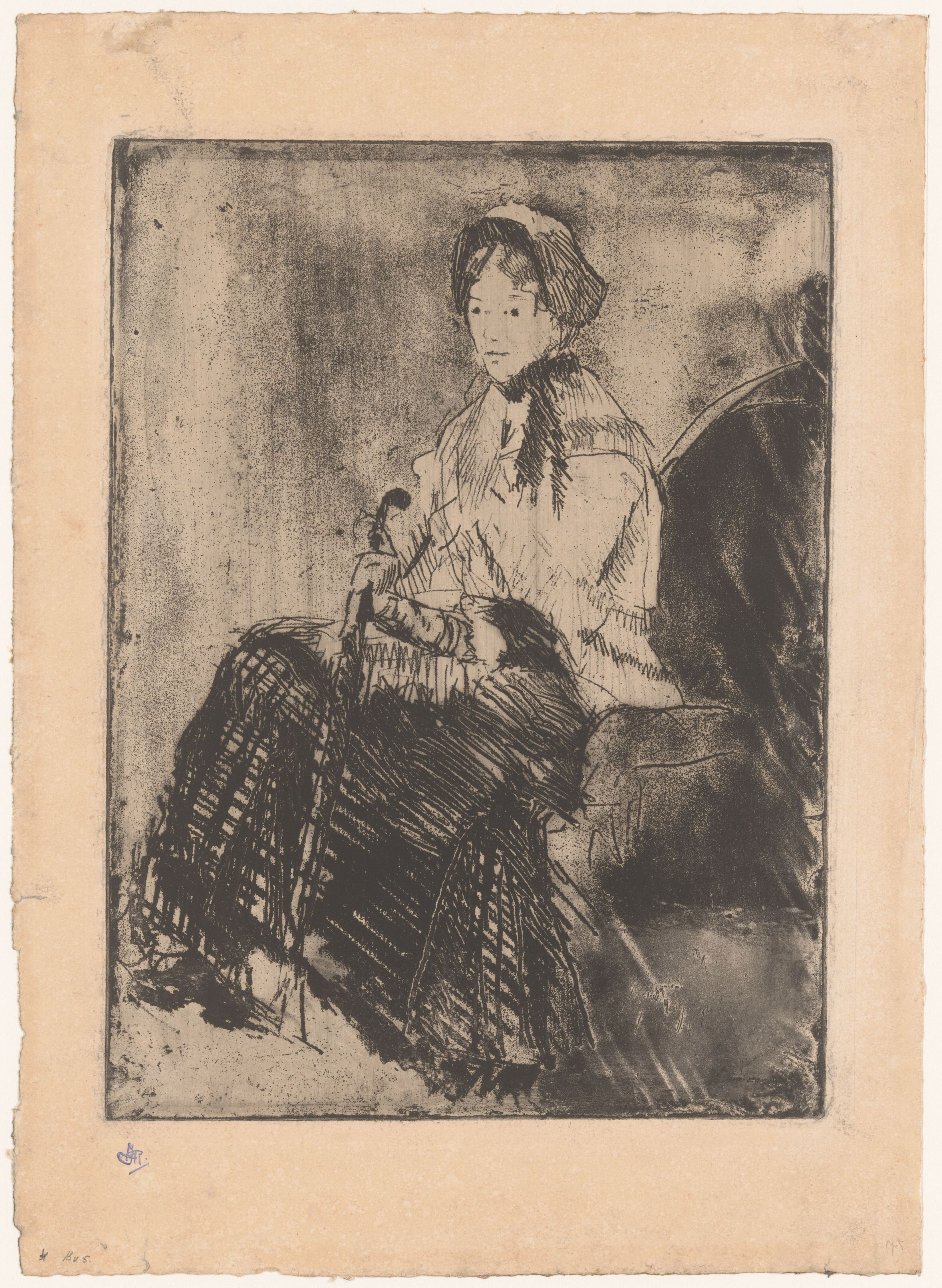
Zittende vrouw met paraplu, Mary Cassatt, 1879
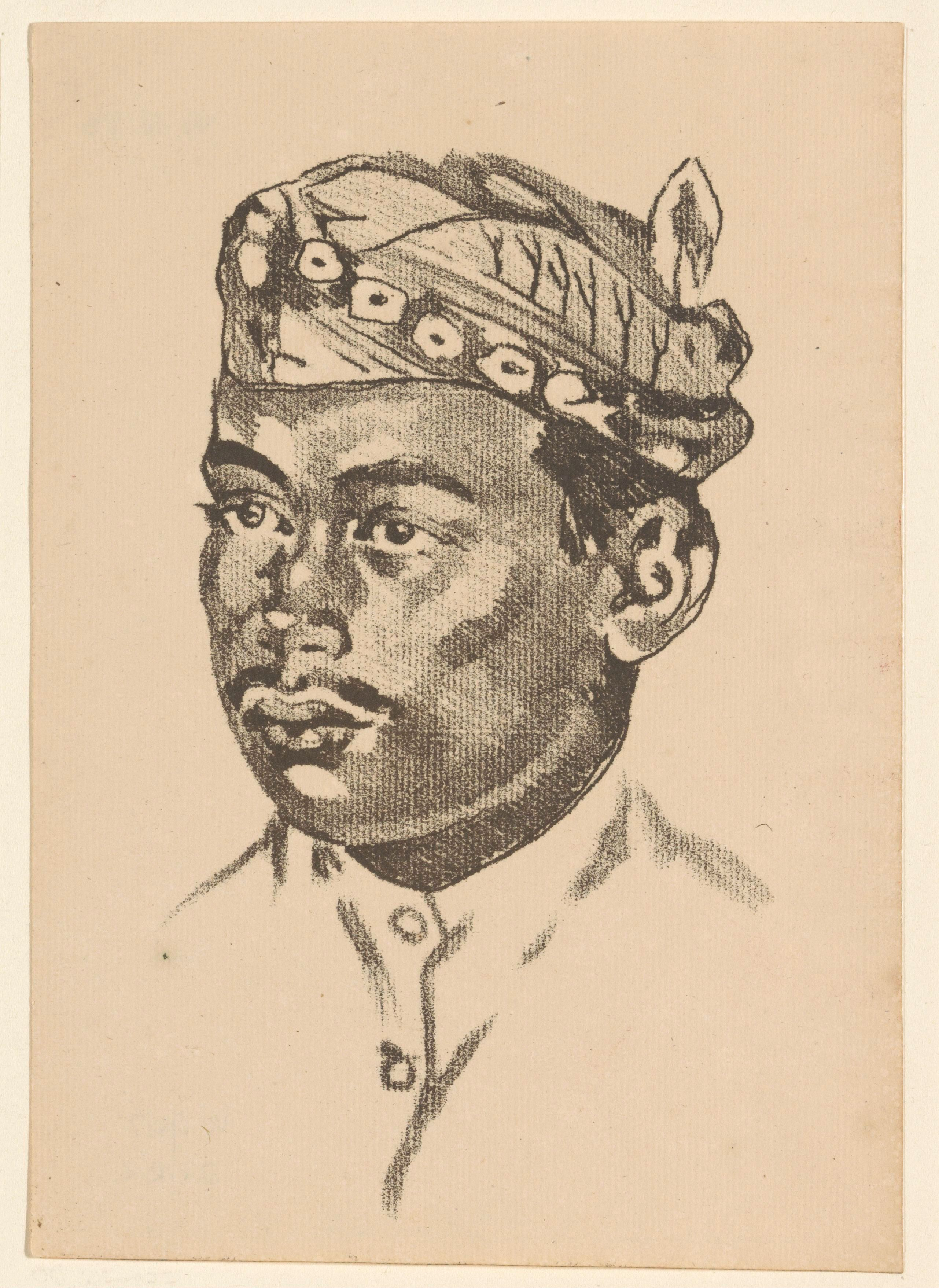
Portret van een Soendanese bediende,  Willem Witsen, ca, 1921
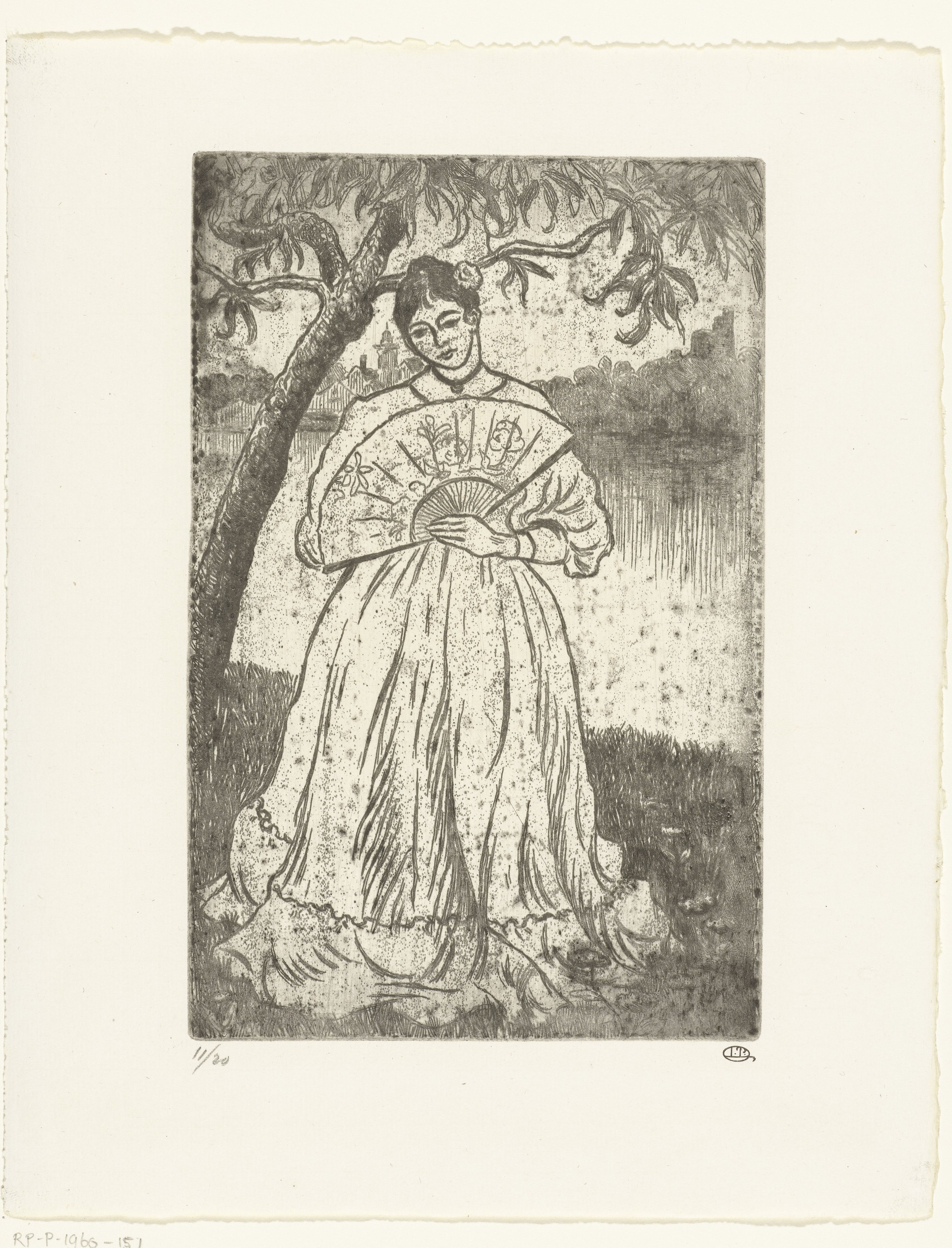
Vrouw met waaier, Lucien Pissarro
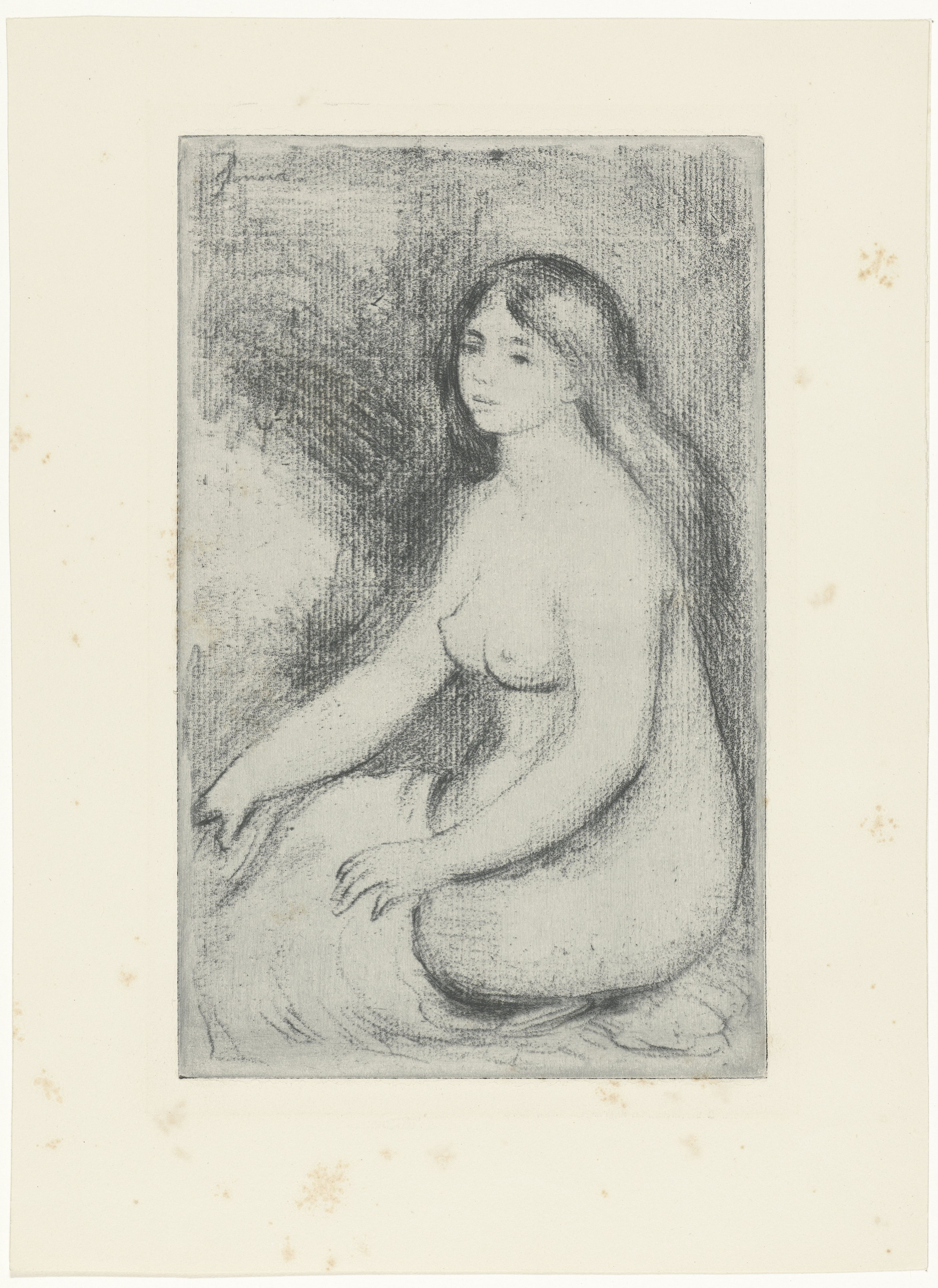
Baigneuse assise, Pierre-Auguste Renoir, ca. 1895